# 新界區專線小巴5號線
已停辦的新界區專線小巴旅遊路線5號，來往彩虹（綠柳路）及清水灣，只在泳季假日行駛。

## 歷史
本路線於1980年7月19日投入服務，當時來往彩虹（綠柳路）及大澳門，只在泳季行走，至九月為止。較特別的是，事前運輸署並無為此線公開招標，故其10輛車均抽調自其他專綫小巴路線。
1981年7月1日，再度提供服務。
1982年，此路線於該年並未於7月初如期復辦，後來延長至清水灣。最後於1985年取消服務。

## 收費
- 全程收費：$3.0
- 此路線大小同價。
- 乘客須於登車時以現金繳付車資，不設找續。
- 此路線不設分段收費，於服務期內從未調整票價。

## 行車路線
此路線的官方全程行車里數為16.3公里，行車時間約為33分鐘。（平均行車時速約為29.6公里）

- 往清水灣方向：途經綠柳路、彩虹迴旋處、斧山道、龍翔道、清水灣道及清水灣通道
- 往彩虹（綠柳路）方向：途經清水灣通道、清水灣道、龍翔道、黃菊路、藍鐘路及綠柳路